# Ite missa est
Ite missa est (лат.), в современной пунктуации Ite, missa est — небольшой формульный распев (версикул) в конце латинской мессы. Текстовая формула, известная по крайней мере с IV века, распевалась в монодической григорианской традиции на всём протяжении Средневековья и позже.
Происхождение текстовой формулы неясно. По одной версии, missa — страдательное причастие женского рода от mittere (подразумевается опущенное слово contio — «1. собрание; 2. речь») (т. е., «можете идти, [собрание] распущено»). По другой версии, missa — позднелатинское существительное, синоним происходящего от этого же глагола лат. missio в значении «окончание, прекращение» (т. е. «можете идти, это конец [службы]»). Независимо от грамматического значения слова missa смысл фразы идентичен.
В мессах без Глории на ту же формулу пелся другой версикул — Benedicamus Domino. Версикул Ite missa est (как и версикул Benedicamus Domino), хотя и относится к ординарию, начиная с XV века не включался в стандартную структуру полифонической (композиторской) мессы. Полифонические обработки версикула в XIV веке отмечаются в «Мессе Нотр-Дам» Гильома де Машо и в двух анонимных мессах (Турнейской и Тулузской).